# April Matson
April Matson, född 13 mars 1981, är en amerikansk skådespelare och sångare. Hon är mest känd för TV-serien Kyle XY där hon spelar Lori Trager, Kyles styvsyster. Hon var också med i TV-serien Quintuplets tillsammans med Andy Richter, och i Forsaken, en film från 2005.
April Matson utbildade sig i Helsingör Teater, American Academy of Dramatic Arts, och har också studerat i Los Angeles. 
April Matson är också sångerska, och hade två låtar med i Kyle XY. Den första låten heter "Will You Remember Me (Lori's Song)", och spelades i avsnittet "Does Kyle Dream of Electric Fish?"; en version av låten finns på soundtrack-albumet till serien. Den andra låten heter "Right in Front of Me", och spelades i avsnittet "I've Had the Time of My Life".

## Diskografi
Kyle XY Soundtrack- släppt 22 maj 2007
1. Will You Remember Me (Lori's Song) (3:04)

Pieces of My Heart- EP- släppt 10 maj 2008 på Myspace, släppt 9 juli 2008 på iTunes
1. Pieces of My Heart (3:47)
2. Don't Crucify Me (3:41)
3. 99 Miles To San Francisco (Featuring The Brandon James) (3:22)
4. I Don't Want To Be Strong (2:44)
5. Dear Jeanine (3:23)

## Filmografi
- Quintuplets (2004-2005) som Penny Chase
- Forsaken (2005) som Judith
- God's Little Monster (2006) som Goth
- Kyle XY (2006-present) som Lori Trager
- Black Russian (2008) som Sunny
- NCIS (2007)